# Lakestades
Lakestades (altgriechisch Λακεστάδης Lakestádēs, deutsch ‚lauter Kämpfer‘) war in der griechischen Mythologie der Sohn des Hippolytos, des Königs von Sikyon.
Nach dessen Tod bestieg er den Thron von Sikyon als Vasall der Mykener. Der Dorer Phalkes, der Sohn des Temenos, machte nachts einen Überraschungsangriff auf Sikyon und eroberte die Stadt. Da beide Nachkommen des Herakles waren, fügte Phalkes Lakestades kein Leid zu und sie regierten fortan gemeinsam. Sikyon galt von nun an als dorisch.
Nach ihnen übernahm der Rhegnidas, der Sohn des Phalkes, die Regierung.